# Kapel
 For alternative betydninger, se Kapel (flertydig). (Se også artikler, som begynder med Kapel)
Kapel (franske: capella (lille frakke)) er et kristent sted for bøn og tilbedelse, der normalt er relativt lille.  
Den hellige Martins kappe opbevares i de franske kongers slotskapel i Paris med navnet Sainte-Chapelle.

## Kapel i folkekirkelig sammenhæng
I folkekirkelig sammenhæng bruges kapel tilsvarende om en afsondret del af en kirkebygning, som i ældre tid blev brugt til hensættelse af sarkofager. I øvrigt bruges ordet om rum, der er beregnet til hensættelse af kister i tiden mellem dødsfaldet og begravelsen, og om bygninger på kirkegårde, som er indrettet til afholdelse af begravelsesgudstjenester.